# 23 الدب الأكبر
23 الدب الأكبر هو نجم، يقع في كوكبة الدب الأكبر.

## روابط خارجية
- 23 الدب الأكبر على موقع ويكي سكاي: DSS2, SDSS, GALEX, IRAS, Hydrogen α, X-Ray, Astrophoto, Sky Map, Articles and images